# Саид Сиям
Саид Сиям (на арабски: سعيد صيام) е палестински политик, министър на вътрешните работи в кабинета на Исмаил Хания от 2006 г.
Арестуван е най-малко 4 пъти от израелските власти, както и от Ясер Арафат през 1995 г. Смятан за сравнително умерен в своите възгледи, Сиям е сред стотиците бойци, депортирани в южната част на Ливан от Израел.
Роден е в семейство на бежанци през 1959 г. в гр. Ал-Шати, Ивицата Газа. Завършва „Наука и математика“ в Учителския институт в Рамала. През 2000 г. се дипломира като бакалавър по ислямско образование от университета „Ал-Кудс“.
Сиям работи като учител в училища на ООН от 1980 до 2003 г., когато напуска работата си поради тормоз от страна на Агенцията на ООН за подпомагане на палестинските бежанци по политически причини. Арестуван е няколко пъти от Израел и е подлаган на административно задържане 4 пъти в периода 1989 – 1992 г. Изгонен е от Израел в Марж Ал-Зухор. При завръщането му в Ивицата Газа военното разузнаване на Палестинската автономия го арестува поради политическите му пристрастия през 1995 г.
Избран е за член на Палестинския законодателен съвет и е в списък на Хамас за района на Газа. Получава най-много гласове в палестинските територии.
Представител е на движението Хамас на Комитета за национални и ислямски фракции, член на съвета на попечителите, началник на отдел „Външни отношения“ на Хамас.
Освен като учител, Сиям изнася проповеди в джамиите в Газа на доброволни начала. Женен, има 6 деца.